# Heather (brano musicale)
Heather è un brano, mai pubblicato ufficialmente, eseguito da Paul McCartney e Donovan. Un secondo brano strumentale dallo stesso titolo appare sul disco del 2001 Driving Rain, sempre di McCartney.

## Il brano
Il motivo è ispirato a Heather, figlia unica avuta in prime nozze da Linda Eastman; quest'ultima sposò poi Paul a distanza di qualche mese dalla creazione del brano, e il Beatle adottò la ragazzina che al momento del matrimonio aveva sei anni.
Durante una delle sessioni di prova per l'LP Post Card di Mary Hopkin svoltasi in sala d’incisione a fine novembre 1968 la cantante gallese registrò il brano di George Martin The Game; nella stessa occasione i due chitarristi Donovan e McCartney si divertirono a ricamare attorno a due melodie di Paul, How Do You Do e Heather, composizione quest'ultima che ha la forma di una semplice filastrocca, e che fu dedicata alla piccola figlia della Eastman; entrambi i pezzi erano creazioni di McCartney anche se lo stile richiamava le strutture melodiche dei brani di Donovan di quell'epoca. Il nastro documenta che durante l'esecuzione del pezzo qualcuno dei presenti in studio segna il tempo schiaffeggiandosi le gambe.

## Formazione
- Paul McCartney: voce, chitarra acustica
- Donovan: armonie vocali, chitarra acustica
- Mary Hopkin: armonie vocali
- Musicista non accreditato: percussioni[1]